# Ha Il-kwon
Ha Il-Kwon ((en hangul, 하일권)) es un artista surcoreano de manhwa. Se graduó en la Universidad Sejong de Corea del Sur con una mención en animación. Sus trabajo más notables incluyen Annarasumanara, God of Bath, Duty After School y Taste of Illness.

## Obras
- Sambong Barber Shop (삼봉이발소)(2006)[3]
- Boss's pure love (보스의 순정)(2007)
- 3-Part Transformation, Kim Chang-Nam (3단합체 김창남)(2008)[4]
- My Heart is Beating (두근두근두근거려)(2009)[5]
- Annarasumanara[6] (안나라수마나라)[7] (2010)
- God of Bath (목욕의 신) (2011)[8]
- Duty after School (방과 후 전쟁활동) (2012)[9]
- Move! Here Warrior (출동! 히어로 전사) (2013)[10]
- GoGoGo (고고고) (2015)[11]
- Sperman (스퍼맨) (2016)[12]
- Came across (마주쳤다) (2017-2018)[13]
- Taste of Illness (병의 맛) (2018-2019)[14]

## Adaptaciones
Televisión
- The Sound of Magic (Annarasumanara) ((en hangul, 안나라수마나라)) (2022)[15]
- Duty After School ((en hangul, 방과 후 전쟁활동)) (2023)[16]

Largometraje
- 목욕의 신 (God of Bath): Una película basada en God of Bath estuvo en producción, pero no fue estrenada,[17] pero la película fue cancelada.[18]

Teatro
- Sambong Barber Shop ((en hangul, 삼봉이발소)) (2011)[19]
- Annarasumanara ((en hangul, 안나라수마나라)) (2014)[20]